# Europees kampioenschap basketbal vrouwen 2025
Het Europees kampioenschap basketbal vrouwen 2025 was het 40e Europees kampioenschap basketbal vrouwen. Het werd ook FIBA EuroBasket 2025 genoemd. Het kampioenschap werd gezamenlijk georganiseerd door Tsjechië, Duitsland, Italië en Griekenland. Er deden zestien landenteams mee aan het toernooi, waaronder regerend Europees kampioen België.   
Het toernooi, dat begon op 18 juni en eindigde op 29 juni 2025, werd gewonnen door België dat Spanje in de finale versloeg en daarmee haar tweede Europese titel behaalde. Het brons ging naar Italië dat Frankrijk in de troostfinale versloeg.

## Individuele prijzen

### MVP (Meest Waardevolle Speler)
- Emma Meesseman

### All-Star Team
- Julie Allemand
- Raquel Carrera
- Alba Torrens
- Cecilia Zandalasini
- Emma Meesseman

1938 · 
1950 · 
1952 · 
1954 · 
1956 · 
1958 · 
1960 · 
1962 · 
1964 · 
1966 · 
1968 · 
1970 · 
1972 · 
1974 · 
1976 · 
1978 · 
1980 · 
1981 · 
1983 · 
1985 · 
1987 · 
1989 · 
1991 · 
1993 · 
1995 · 
1997 · 
1999 · 
2001 · 
2003 · 
2005 · 
2007 · 
2009 · 
2011 · 
2013 · 
2015 · 
2017 · 
2019 · 
2021 · 
2023 · 
2025